# ابا نوراگر
ابا نوراگر (انگلیسی: Ebba Nørager؛ ۴ دسامبر ۱۹۲۷ – ۱۰ فوریهٔ ۲۰۲۱) بازیگر اهل دانمارک بود.